# تنکتپلاز
تِنِکتِپلاز (به فرانسوی: Ténectéplase) یا متالیز (Métalyse) یک آنزیم است که به عنوان داروی ترمبولیتیک استفاده می‌شود.
تِنِکتِپلاز یک فعال کننده پلاسمینو‍ژن بافتی (t-PA = tissue Plasminogen Activator) است که توسط فناوری DNA نوترکیب ساخته می‌شود و استفاده کردن از آن در رده سلولی پستانداران ثابت شده است (سلولهای تخمدان هامستر چینی). Tenecteplase یک گلیکو پروتئین ۵۲۷ اسید آمینه‌ای است که به واسطه وجود تغییرات زیر نسبت به  DNA مکمل (cDNA) برای t-PA انسان طبیعی درست شده است:
جایگزینی ترئونین ۱۰۳ با آسپارژین و جایگزینی آسپارژین ۱۱۷ با گلوتامین، که هر دو جایگزینی در داخل دمین kringle ۱ قرار دارند، و یک تترا آلانین جایگزین اسیدهای آمینه ۲۹۶ تا ۲۹۹ در دمین پروتئاز شده است.
Tenecteplase یک فعال کننده نوترکیب پلاسمینوژن ویژه فیبرینی است که از  t-PA مادری (انسانی) به واسطه تغییرات در سه جایگاه از ساختار پروتئین مشتق شده است .  این گلیکو پروتئین به قسمت فیبرین ترومبوز (لخته خون) متصل می‌شود و به طور انتخابی پلاسمینوژن محصور شده ترمبوز را به پلاسمین تبدیل می‌کند که پیدایش فیبرین ترومبوز را کاهش می‌دهد. Tenecteplase دارای اختصاصیت بالا برای فیبرین و مقاومت زیاد در برابر غیر فعال شدن با مهار کننده داخلی (PAL1) در مقایسه با t-PA مادری (انسانی) می‌باشد.